# Carolina de Stolberg-Gedern (1732-1796)
Carolina de Stolberg-Gedern (Gedern, 27 de junio de 1732-Langenburg, 28 de mayo de 1796) fue una princesa de Stolberg-Gedern por nacimiento, y por matrimonio princesa de Hohenlohe-Langenburg.
Era una hija del príncipe Federico Carlos de Stolberg-Gedern y de su esposa, la condesa Luisa Enriqueta de Nassau-Saarbrücken.

## Matrimonio e hijos
El 13 de abril de 1761 contrajo matrimonio con su primo hermano, el príncipe Cristián Alberto de Hohenlohe-Langenburg (la madre de ella era una hermana mayor de la madre de él). Tuvieron los siguientes hijos:
- Carlos Luis (10 de septiembre de 1762-4 de abril de 1825), desposó a la condesa Amalia Enriqueta de Solms-Baruth.
- Luisa Leonor (11 de agosto de 1763-30 de abril de 1837), desposó al duque Jorge I de Sajonia-Meiningen.
- Gustavo Adolfo (9 de octubre de 1764-21 de julio de 1796).
- Cristina Carolina (19 de noviembre de 1765-6 de diciembre de 1768).
- Luis Guillermo (16 de febrero de 1767-17 de diciembre de 1768).
- Cristián Augusto (15 de marzo de 1768-18 de abril de 1796).
- Carolina Augusta (15 de noviembre de 1769-30 de julio de 1803).

- Datos: Q3822922